# Niafunké (album)
Pour les articles homonymes, voir Niafunké.
Albums de Ali Farka Touré
Radio Mali
(1996) Mississippi to Mali
(2002)
Niafunké est un album du chanteur de blues malien Ali Farka Touré sorti le 22 juin 1999, sur le label World Circuit.

## Historique
Son titre est un hommage à Niafunké, la ville natale d'Ali Farka Touré. Les thèmes de l'album se développent principalement autour de la tradition agricole malienne et africaine, de l'éducation, et de la lutte contre l'apartheid. Farka Touré fait montre une fois de plus de son talent de guitariste, abreuvé aux sources de la musique traditionnelle malienne et du blues afro-américain.

## Liste des titres de l'album
| No  | Titre          | Durée |
| --- | -------------- | ----- |
| 1.  | Ali's Here     |       |
| 2.  | Allah Uya      |       |
| 3.  | Mali Dje       |       |
| 4.  | Saukare        |       |
| 5.  | Hilly Yoro     |       |
| 6.  | Tulumba        |       |
| 7.  | Instrumental   |       |
| 8.  | Asco           |       |
| 9.  | Jangali Famata |       |
| 10. | Howkouna       |       |
| 11. | Cousins        |       |
| 12. | Pieter Botha   |       |